# دومينيك رينز
دومينيك رينز (بالفارسية: دومنیک رینس) هو ممثل إيراني، ولد في 1 مارس 1982 بطهران في إيران.

## أعمال

### أفلام
- (2014) فتاة تذهب للمنزل وحيدة في الليل[4]
- (2014)  جندي الشتاء[5][6][7][8][9]
- (2018) آي إكس إل[10]

### مسلسلات
- 24
- عملاء شيلد
- فلاش فورورد

## وصلات خارجية
- دومينيك رينز على موقع IMDb (الإنجليزية)
- دومينيك رينز على موقع ألو سيني (الفرنسية)
- دومينيك رينز على موقع أول موفي (الإنجليزية)
- دومينيك رينز على موقع قاعدة بيانات الفيلم (الإنجليزية)
- دومينيك رينز على موقع كينوبويسك (الروسية)